# Hāʾ
Hāʼ (in arabo هاء‎? /hæːʔ/) è la ventiseiesima lettera dell'alfabeto arabo. Nella numerazione abjad essa assume il valore 5 (questa numerazione si basa infatti sull'antico ordine delle lettere nell'alfabeto semitico nordoccidentale, dove per l'appunto hē era la quinta lettera).

## Origine
Questa lettera deriva secondo alcuni da  dell'alfabeto nabateo, secondo altri da ܗ dell'alfabeto siriaco. In ogni caso deriva da he dell'alfabeto aramaico (), che nacque dalla he dell'alfabeto fenicio (), generata dalla haw dell'alfabeto proto-cananeo ().

## Fonetica
Foneticamente corrisponde alla fricativa glottidale sorda ([h]).

## Scrittura e traslitterazione
Hāʼ viene scritta in varie forme in funzione della sua posizione all'interno di una parola:
| Forma isolata | Forma finale | Forma intermedia | Forma iniziale |
| ﻩ             | ـه…          | …ـهـ…            | …هـ            |

Nella traslitterazione dall'arabo è comunemente associata a h.

## Sintassi
Hāʼ è una lettera lunare. Ciò significa che quando ad una parola che inizia con questa lettera bisogna anteporre l'articolo determinativo (ال alif-lām al), esso non subirà alcuna modifica.